# Bob van der Goen
Bob van der Goen (Amsterdam, 1940) is een Nederlandse voormalige advocaat die internationale bekendheid verwierf door tal van in de media gevolgde zaken. Hij maakt deel uit van Van der Goen Advocaten met kantoren in Soest en Brussel, waaraan als adviseurs de (emeriti) hoogleraren mr. P.A. Stein, Th.J. Mulder verbonden zijn. Daarnaast was de bekende Nederlandse medicus, publicist en columnist prof.dr. Bob Smalhout tot zijn overlijden aan het kantoor verbonden. Met hem behandelde hij veelvuldig claims met betrekking tot ingrijpende letselschade als gevolg van ongevallen en medische fouten. Van der Goen is ook oprichter van tien advocatenkantoren in Nederland en één in Zürich, Zwitserland. Hij introduceerde het systeem van de legal audit (juridische doorlichting) voor het bedrijfsleven in Nederland. 
Bekende zaken waarin hij optrad zijn:
- de vliegramp op Tenerife (1977)
- de Bijlmervliegramp(1995)
- de terugkeer van Xaviera Hollander naar Amerika (1989)
- de legionella-uitbraak op de West Friese Flora (1999)
- de zaak tegen World Online en Nina Brink (2000)
- de beledigingszaak van prof. dr. Bob Smalhout tegen Paul de Leeuw (2002)
- de maatregelen tegen vogelpest in 2003
- de zaak tegen oplichter René van den Berg
- de Probo Koala

## Schrijferswerk
In zijn studententijd publiceerde Bob van der Goen onder het pseudoniem Bernard Koen enige malen in Propria Cures. Tot een redacteurschap leidde dit echter niet. In 2009 verscheen van Van der Goen, ook al onder pseudoniem (dit keer: Nemon), het boek Goldfarb, een literair werk dat los staat van zijn advocatenpraktijk. In 2013 kwam het boek Safari naar de Hel uit.